# Micronycteris schmidtorum
Micronycteris schmidtorum је врста слепог миша из породице љиљака-вампира (Phyllostomidae). 

## Распрострањење
Врста има станиште у Белизеу, Боливији, Бразилу, Венецуели, Гватемали, Колумбији, Костарици, Мексику, Никарагви, Панами, Перуу, Салвадору, Француској Гвајани и Хондурасу.

## Станиште
Врста Micronycteris schmidtorum има станиште на копну.

## Угроженост
Ова врста није угрожена, и наведена је као последња брига јер има широко распрострањење.

### Популациони тренд
Популација ове врсте је стабилна, судећи по доступним подацима.